# 吉見公子
吉見 公子（よしみ きみこ）は、日本の水墨画家。京都の綾部市生まれ。現代水墨画家グループ「カオス会」のメンバー。

## 経歴
東京にてテキスタイルデザイナーとして活動中、結田信に師事。水墨画家の道へ進む。
その後、新しい水墨画の表現に取り組み、独特の抽象水墨画にて国内外の賞を多数受賞。
東京（銀座・京橋）、千葉、京都、ニューヨークにて個展を開催。
現在、自らの作家活動と後進の指導に取り組んでいる。
（主な指導活動：ユーキャン「趣味の水墨画」 ・ 吉見公子主催「遊墨民」）

## 著書
- 『季刊水墨画 （No.98） 水墨画』打矢 悳, 白澤 恵舟, 吉見 公子（共著）　 日貿出版社 　2001年　ISBN 4817009985